# Edgar Emerson Hartwig
Edgar Emerson Hartwig (Wheaton, 26 de agosto de 1913 – Greenville, 11 de maio de 1996) foi um agrônomo, pesquisador e professor universitário norte-americano.
É considerado o "pai da soja" no sul dos Estados Unidos e um dos maiores especialistas em soja do mundo.

## Biografia
Hartwig nasceu na cidade de Wheaton, em 1913. Era filho de Frederick Wilhelm Hartwif (1862-1932) e Mary Elizabeth Schultz (1867-1938), ambos imigrantes alemães, e o mais novo entre os 11 filhos do casal. Em 1937, formou-se bacharel em ciências, com ênfase em agronomia, pela Universidade de Minnesota. Em 1939, obtém o mestrado em ciências da Universidade de Illinois, onde em 1941 obtém o doutorado na mesma área.
Em 25 de junho de 1939, casou-se com Winifred Ivern Barber, formada pela Universidade de Minnesota, em 1934. Começou a trabalhar como agrônomo assistente e fitopatologista na Flórida em 1942. No ano seguinte, cultivava soja como parte da pesquisa de melhoramento do Departamento de Agricultura dos Estados Unidos, em Raleigh, na Carolina do Norte. Em 1949, torna-se pesquisador de produção da soja para o Departamento de Agricultura e coordenador do programa de melhoramento da soja, no Mississippi, cargo que ocupou por toda a vida.
Edgar se tornou especialista na variedade de soja 'Lee', que logo se tornaria o principal cultivo do sul dos Estados Unidos. Edgar mostrou que era possível cultivar soja em latitudes mais baixas, o que foi essencial para a introdução do cultivo também no Brasil. Em 1966, ele visitou o Brasil para observar e aconselhar pesquisadores nacionais na produção e melhoramento da soja, introduzindo alguns dos melhores cultivos ainda produzidos no país. Nos anos 1970, foi a vez de fazer o mesmo na Índia.
Trabalhando por 47 anos para o Departamento de Agricultura, ele recebeu um prêmio de distinção em serviço do governo norte-americano em 1971. Em 1975, recebeu o Special Achievement Award por seu longo serviço ao governo federal.

## Morte
Edgar Emerson Hartwig morreu em 11 de maio de 1996, em Greenville, no Mississippi, aos 83 anos, devido a um infarto. Ele foi sepultado no Cemitério de Stoneville-Leland, em Stoneville. Edgar e a esposa não tiveram filhos. Winifred morreu em 22 de janeiro de 2009 e foi sepultada ao lado do marido. 

## Legado
Na ocasião da morte do marido, sua esposa doou 208 mil dólares para a Universidade Estadual do Mississippi, com a finalidade de dar continuidade às pesquisas de Edgar. A doação levou ao estabelecimento do "Fundo de Excelência Edgar e Winifred B. Hartwig", que apoia alunos de gradução do departamento de ciências agrárias da universidade.